# Lehtse
Lehtse – miejscowość (alevik) w Estonii, w prowincji Virumaa Zachodnia, w gminie Tapa.
W miejscowości jest przystanek kolejowy Lehtse.